# Чорноморець (Одеса)
Футбольний клуб «Чорномо́рець» Одеса — український футбольний клуб із міста Одеса, офіційною датою заснування якого вважається 1936 рік, що робить його найстарішим професіональним футбольним клубом міста. Протягом своєї історії клуб мав також інші назви: «Динамо» (1936—1939), «Харчовик» (1940, 1944—1950, 1955—1957), «Спартак» (1941) та «Металург» (1955—1957). Від 1958 року футбольний клуб має назву «Чорноморець» з якою виступає дотепер. Клуб брав участь у 53-х чемпіонатах СРСР, з них у вищому дивізіоні — відіграв 26 сезонів, 24 сезони у другому за силою дивізіоні та 3 у третьому дивізіоні, а також у 45 розіграшах кубку СРСР. «Чорноморець» один з учасників першого чемпіонату України, де виступає дотепер. В українській першості одеський клуб узяв участь 29 разів, 24 з яких у вищому дивізіоні, а п'ять у першій лізі. Найбільшим досягненням команди за історію стало двічі здобуття титулу срібного призера української вищої ліги у 1995 та 1996 роках, а також здобуття третього місця у вищій радянській лізі 1974 року. Також команда неодноразово здобувала кубок України, зокрема стала першим його володарем у 1992 році та вдруге його виграла у 1994 році. У розіграші кубку СРСР найбільше досягнення клубу це вихід до півфіналу турніру у 1966 році. Також клуб здобув у 1990 році Кубок Федерації футболу СРСР, ставши його останнім володарем.
Після розпаду Радянського Союзу у 1991 році «Чорноморець» опинився у першому дивізіоні українського чемпіонату. Саме кінець 1980-х — перша половина 1990-х вважається розквітом команди. Саме у ті часи клуб здобув найбільше кількість своїх найсерйозніших призів. Саме у 1990-ті команда здобувала своє найбільше досягнення у міжнародних турнірах — двічі дійшла до 1/16 фіналу Кубку УЄФА та один раз дійшла до 1/16 фіналу Кубку володарів кубків УЄФА. У різні роки за команду виступали відомі радянські та українські футболісти, такі як Василь Москаленко, Валерій Лобановський, Валерій Поркуян, Стефан Решко, Леонід Буряк, Ігор Бєланов, Юрій Никифоров, Ілля Цимбалар, Іван Гецко, Тимерлан Гусейнов, Олег Суслов, Олександр Косирін, Олексій Гай, тощо.
Домашні матчі клуб проводить на Центральному стадіоні «Чорноморець», місткість якого складає понад 34 тисячі глядацьких місць. До структури клубу також входять два спортивно-оздоровчі комплекси, «Люстдорф» та «Відрада», клубна академія, СДЮШОР імені А. Ф. Зубрицького, а також клубний музей. У складі клубу діють декілька футбольних команд: основна, молодіжна (U-21), юнацька (U-19), фарм-клуб «Чорноморець-2», «Чорноморець-кадети» (міський чемпіонат) та команди спортивної школи різного віку. Посаду почесного президента клубу обіймає український підприємець Леонід Клімов, генеральний директор — Анатолій Місюра, директор СДЮШОР — Артем Відерко.

## Історія

### Назви клубу
- 1936—1939: «Динамо»
- 1940: «Харчовик»
- 1941: «Спартак»
- 1944—1950: «Харчовик»
- 1953—1954: «Металург»
- 1955—1957: «Харчовик»
- 1958—дотепер: «Чорноморець»

### Одеський футбол до створення клубу

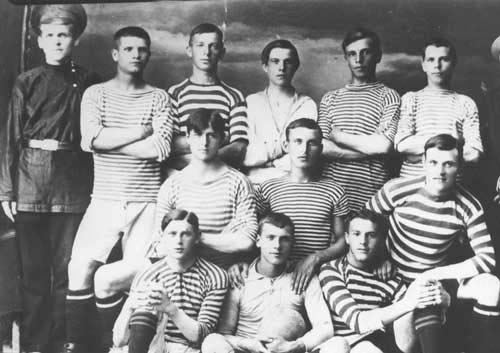
Поза лігова команда «Чорне море», 1916 рік. Зліва направо: 1-й ряд (стоять) — Щербаков, Садкевич, Гецман, Белжецький, Коваль, Михайлов, 2-й ряд — …, Мішин, 3-й ряд — …, Тіпікін, Бард.

В Одесі, у місті, де нині знаходиться клуб, футбол з'явився у другій половині XIX століття. Через те, що Одеса — портове місто, у ньому неодноразово бувало багато іноземців, що торгували або подорожували. Першими футболістами міста стали англійці, що вважаються засновниками цього виду спорту. Саме вони, подорожуючи у тодішній Російській імперії, привезли до міста футбольні традиції. У 1878 році було засновано перший футбольний клуб Одеси — ОБАК (Одеський британський атлетичний клуб). За даними першого історика одеського футболу, Б. Галинського, це був перший спортивний клуб у країні, який також практикував футбол. Довгий час ОБАК проводив матчі лише із командами англійських морських суден, що навідувалися до місцевого порту, а також із командами румунського міста Галац.
Згодом, на початку XX століття, у місті з'явилися нові футбольні клуби, зокрема «Шереметьєвський гурток спорту», «Одеський гурток футболу», ЄСК «Маккабі», «Вега» та «Спортінг-Клуб». Згодом ці клуби разом із ОБАК заснували футбольну лігу. Ця першість проходила на англійський кшалт з осені на весну. Серед відомих футболістів, що розбудовували одеський футбол можна відзначити Григорія Богемського, Ернеста Джекобса, Джона Ґерда, Олександра Злочевського, Джеймса Мартіна тощо.
У сучасного футбольного клубу «Чорноморець» є свій попередник — футбольний клуб «Чорне море». Він не виступав в Одеській футбольній лізі, а був скоріш аматорським. В Олександрівському парку (нині Парк імені Тараса Шевченка) була викопана яма у вигляді Чорного моря, що мала слугувати ставком. Проте, на її облаштування не вистачило коштів і вона стала футбольним полем для місцевих любителів футболу, яких стали називати «чорноморцями». Серед відомих футболістів «Чорного Моря» можна відзначити Івана Тіпікіна, Василя Котова, Тимофія Коваля тощо. Після приходу до влади більшовиків у ході російської громадянської та радянсько-української воєн багато місцевих футболістів, як й інших «представників буржуазного класу», покинули країну. Стара футбольна ліга розпалася через воєнні дії, що відбувалися у місті. Радянською владою було засновано новий чемпіонат Одеси, куди входило більше сотні команд, поділених на п'ять класів. Згодом більшість «чорноморців» перейшли до складу іншої футбольної команди — «Местран». У 1920-х роках саме цей клуб п'ять разів ставав чемпіоном міста. Деякі одесити навіть грали у збірній СРСР.

### Перші роки (1936—1941)

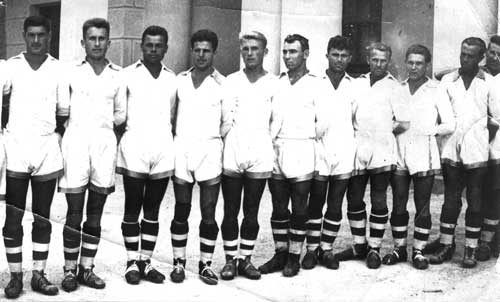
Одеські динамівці перед початком першого чемпіонату СРСР з футболу, 1936 рік. Зліва направо: Литвачук, Сосицький, Кусинський, Калашников, Хижников, Кравченко, Хейсон, М. Гичкін, Орєхов, Штрауб, Волін

Офіційною датою народження команди «Чорноморець» вважається 26 березня 1936 року. Тоді у Радянському Союзі було ухвалено рішення про проведення чемпіонату країни з футболу. Честь представляти Одесу випала на долю однієї з міських команд, «Динамо». Ця дата вважається клубом офіційною, бо є документальні підтвердження реєстрації клубу за наказом про створення «показової футбольної команди» «Динамо». І хоча клуб із назвою «Чорноморець» був створений значно пізніше, його вважають прямим нащадком «Динамо», оскільки основний склад перетікав із команди до команди, що закривались і реорганізовувались відповідно до розпоряджень комітетів різних рівнів. Команда існувала з 1923 року і спочатку мала назву «Спарта». Вона виступала в чемпіонаті міста Одеси у другому ешелоні й особливою майстерністю не відзначалася. Проте з 1928 року «Динамо» заграло на рівні з найкращими колективами міста. У сезоні 1933 року команда стала чемпіоном Одеси.
До участі у першому радянському чемпіонаті, що проходив навесні 1936 року, було допущено 28 футбольних колективів з чотирьох радянських республік — Азербайджанської, Української, Російської та Грузинської. Україну представляло дев'ять команд: три з Харкова, дві з Києва та по одній з Одеси, Дніпропетровська та Сталіно. Команди були попередньо поділені на чотири дивізіони: групи «А», «Б», «В» та «Г». Одесити потрапили до третього дивізіону, у групу «В» разом із сімома іншими командами: ростовським «Динамо», бакинським «Будівельником», казанським «Динамо», тбіліським «Локомотивом», харківським «Спартаком», горлівським «Вугільником» та київським «Локомотивом». Одеську команду ж тоді тренував Герман Бланк. Перший офіційний матч чемпіонату «Динамо» зіграло 24 травня 1936 року на полі стадіону імені Станіслава Косіора проти «Спартака» з Харкова та поступилося з рахунком 0:1. Достеменно не відомий точний склад команди у першому офіційному матчі в історії клубу, однак відомий список футболістів, що взяли участь у всьому чемпіонаті того сезону, що складався з семи матчів. Серед футболістів, що взяли участь у першості країни було 13 гравців: воротар — Олександр Михальченко (7 матчів, 9 пропущених м'ячів); захисники — Микола Табачковський (7 матчів) та Микола Хижников (7 матчів); півзахисники — Микола Кравченко (7 матчів), Володимир Токар (2 матчі), Михайло Хейсон (7 матчів) та Петро Чистов (5 матчів); нападники — Марк Гичкін (7 матчів, 1 гол), Петро Калашников (7 матчів, 5 голів), Михайло Малхасов (7 матчів, 3 голи), Леонід Орєхов (7 матчів, 5 голів), Юзеф Сосицький (7 матчів) та Ісаак Фрідман (1 матч, 1 гол). У другому матчі першості одесити забили свій перший гол — його автором став Михайло Малхасов, який закинув м'яч у ворота «динамівців» з Ростова-на-Дону, однак це не допомогло виграти виїзний поєдинок. Рахунок наприкінці гри залишився 3:4 на користь господарів поля. А перша перемога була здобута у третьому поєдинку — у гостях над київським «Локомотивом». За підсумками чемпіонату «Динамо» посіло 3-тє місце в турнірній таблиці групи «В» після ростовських «динамівців», що посіли 1-ше місце, та бакинського «Будівельника», відповідно, 2-ге. Одесити Леонід Орєхов та Петро Калашников забили на двох 10 голів, по п'ять на кожного, що стало найкращим результатом у клубі того сезону. Того ж року одеське «Динамо» взяло участь у першості УРСР. Почало з чвертьфіналу і дійшло до фіналу, де поступилося київському «Динамо» з рахунком 0:6.
Того ж 1936 року команда взяла участь й у першому розіграші Кубку СРСР. Це футбольне змагання проводилося за, так званою, «олімпійською системою», тобто команди грали на вибування. Динамівці почали з 1/32 фіналу, де перемогли київський «Більшовик» з рахунком 6:2. У першому матчі розіграшу кубку країни взяло участь дванадцять футболістів (11 у стартовому складі й один вийшов на заміну). Зокрема, Марк Гичкін, Петро Калашников, Микола Кравченко, Семен Литванчук, Михайло Малхасов, Леонід Орєхов, Л. Піскунов, Юзеф Сосицький, Микола Табачковський, Володимир Токар, Михайло Хейсон та Микола Хижников У наступному раунді, 1/16 фіналу, довелося грати двічі: матч проти тбіліського «Локомотиву» було припинено за рахунку 2:2 через темряву. За два дні відбувся повторний матч, який закінчився перемогою одеситів із рахунком 4:3. В 1/8 фіналу одесити мали грати проти команди «Червоне знамено» з Ногінська, що у Московській області, але через неявку їм було зараховано поразку.
У третьому сезоні чемпіонату СРСР 1937 року динамівці посіли 1-ше місце у групі «В», але через розширення кількості команд у групі «А» до 26-ти зуміли піднятися відразу у найвищий дивізіон чемпіонату. У сезоні 1938 року одесити посіли десяту сходинку, що дозволило їм залишитися в елітному дивізіоні (група «А» на наступний сезон скоротилася до 14 команд), але вже наступного 1939 року динамівці закінчили виступи на останньому, чотирнадцятому, місці і вилетіли до групи «Б». На початку 1940 року динамівські команди Одеси, Харкова, Ростова-на-Дону та Баку були розформовані наказом Центральної ради спортивного товариства. Всі гравці одеської команди перейшли до товариства «Харчовик», команда якого і взяла участь у черговій першості СРСР. 1941 року команда доповнилася футболістами з розформованих профспілкових клубів із Києва та Москви і виступала під прапором ДСО «Спартак». Серед футболістів останніх років передвоєнного часу можна також відзначити Олександра Брагіна, Михайла Воліна, Анатолія Зубрицького, Володимира Онищенка тощо.

### Команда під час окупації (1941—1945)
Свій п'ятий сезон у чемпіонаті країни, 1941 року, одеська футбольна команда «Спартак» проводила у вищому дивізіоні. У середині лютого 1941 року відбулася ліквідація другого за силою футбольного дивізіону першості СРСР — Групи «Б». 20 березня трійка представників розформованого дивізіону — мінське «Динамо», одеський та харківський «Спартаки» — були переведені до Групи «А», збільшивши кількість її учасників до п'ятнадцяти. Передбачалося, що турнір триватиме з 27 квітня до 9 листопада, однак останні матчі відбулися 24 червня. Було відіграно сімдесят три гри з передбачених 210, кожна з команд відіграла від восьми до дванадцяти матчів із запланованих двадцяти восьми. Чемпіонат перервався через напад нацистської Німеччини на Радянський Союз у ході Другої світової війни 22 червня 1941 року. На момент припинення чемпіонату одеський «Спартак» знаходився на десятій позначці у турнірній таблиці, відігравши одинадцять матчів, з яких у трьох команда здобула перемогу, ще два звела у нічию, а у п'яти програла. Різниця м'ячів складала 16 забитих та 22 пропущених голів.
Під час воєнних дій у ході Німецько-радянської війни усі офіційні футбольні змагання були призупинені. Дехто з футболістів опинився у лавах радянських солдатів, дехто в окупації, а дехто загинув. Серед тих футболістів, що залишилися в окупованій Одесі більшість пішло працювати на кінематографічний завод «Кінап», що у часи німецько-румунської влади у місті перекваліфікувався на ремонт автотранспорту. Серед футболістів, що там працювали були Олександр Брагін, Анатолій Зубрицький, Петро Калашников, Леонід Орєхов, Микола Хіжников тощо. Власником заводу під час окупації був російський емігрант, що вирішив повернутися на рідні землі й коли він дізнався, що на його підприємстві працюють відомі футболісти, вирішив заснувати свою виробничу команду, назвавши її «Глорія-Форд». Нова одеська команда грала здебільшого з військовими румунськими командами з найближчих румунських міст, а також з іншою новою одеською командою «Вікторія», куди згодом перейшли Орєхов та Бесєдін. І якщо в румунських військовиків «Глорія-Форд» впевнено вигравала, з «Вікторією» в робітників «Кінапу» було справжнє футбольне дербі. Окрім того при німецько-румунській владі була відновлена збірна Одеси, яку відправили у турне в Румунію, де одеські футболісти відіграли декілька матчів із місцевими футбольними клубами.
Після зайняття міста радянською армією у квітні 1944 року, всіх футболістів, що залишилися у місті об'єднали у команду «Динамо». Через те, що чемпіонат мав початися тільки наступного року футболісти мали достатньо часу на тренування та відновлення місцевого стадіону «Спартак». Однак, й серед футболістів багато хто не повернувся із фронту. Зокрема, Михайло Волін помер у лютому 1945 року під Бреслау, Петро Щербаков загинув у 1941 році в одеській окупації тощо.

### Перші післявоєнні роки (1945—1958)

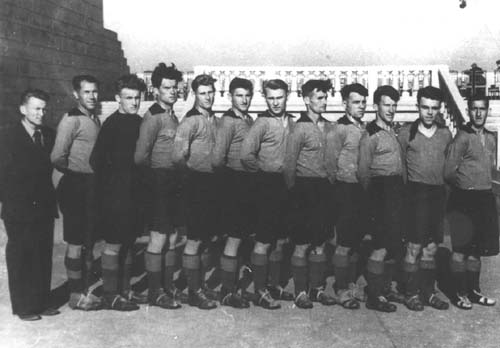
«Харчовик» (Одеса), 1947 рік. Зліва направо: головний тренер Фомін, Брагін, Близинський, Пуховський, Чубинський, Шумілов, Хіжніков, Чиркліс, Богинський, Потапов, Черкаський, Співак.

Після війни одеський «Харчовик» представляв місто в чемпіонатах країни до 1950 року, коли програв перехідні ігри чемпіону УРСР і вибув із всесоюзного календаря на два роки.
Найкраще досягнення повоєнного періоду — 1-ше місце в груповому етапі першості української зони в класі «Б» 1949 року, але у додатковому фіналі, переможець якого переходив до групи «А», одесити посіли останнє 3-тє місце і не змогли отримати підвищення у класі.
1953 року найкращих одеських футболістів зібрали в команду «Металург», що входила до класу «Б». Восени 1954 року Центральна рада товариства «Металлург» розформувала клуб як нерентабельний. Гравців перевели до ДСО «Харчовик».
Під такою назвою колектив виступав до листопада 1957 року, коли відповідно до постанови ВЦРПС товариства «Харчовик», «Металург», «Хімік» та інші об'єдналися в ДСО «Авангард». Це товариство представляв 1958 року «Чорноморець» — команда одеського канатного заводу.
Перший матч під цією назвою команда зіграла 12 квітня проти станіславського «Спартака».
Сезон команда почала під керівництвом Ступакова. Виступала вона невдало і в 30 матчах набрала лише 26 очок, фінішувавши дванадцятою в третій зоні.

### Заснування «Чорноморця» (1958—1970)
З січня 1959 року «Чорноморець» передали Чорноморському пароплавству (ДСО «Водник»). Команду очолив Анатолій Зубрицький. У першості країни команда грала в четвертій зоні класу «Б», де грала також інша одеська команда — «СКВО» (пізніше «СКА»). За регламентом, одеська команда, що посідала нижче місце, вибувала з класу «Б». «Чорноморець» поступився однією сходинкою команді «СКВО», але реорганізація чемпіонату 1960 року дозволила залишитись у групі «Б» обом одеським командам, щоправда в різних зонах.
1960 року «Чорноморець» посідає лише 4-те місце у своїй зоні. Цього ж року збірна Одеси у товариській зустрічі на домашньому стадіоні переграла міланський «Інтер» — 5:1.
У розпал сезону 1961 року до київського «Динамо» було переведено одного з провідних футболістів «Чорноморця», Володимира Щеголькова, який уже в складі киян став триразовим чемпіоном СРСР. Та все ж «Чорноморець» та одеський «СКА» виграли свої зони в українській групі «Б». Чемпіон УРСР визначався в очній зустрічі одеських команд. Після нічиєї у першій зустрічі «чорноморці» здобули перемогу у другому матчі — 2:1. Згідно з положенням, чемпіон УРСР мав у перехідних матчах зустрітися з українською командою, яка посіла найнижче місце серед команд республіки у групі «А». Такою командою виявився «Шахтар» зі Сталіно, який посів 12-те місце з 22 команд. Але перехідні матчі скасували через те, що «Шахтар» став володарем Кубка СРСР. Республіканська федерація наполягала на додатковому місці для «Чорноморця», Всесоюзна федерація з цим не погоджувалась. Врешті решт прийняли рішення, що незалежно від результату чемпіонату 1962 року, «Чорноморець» отримає право зіграти з чемпіоном УРСР у перехідних матчах за право виходу до класу «А».
1962 року українські клуби групи «Б» були розподілені по трьох зонах, дві найкращі команди з кожної зони виходили до перехідного турніру. «Чорноморець» і «СКА» знову виграли свої зони, але у перехідному турнірі 1-ше місце посіли «Трудові резерви» з Луганська. «Чорноморець» як чемпіон 1961 року мав ще право на додаткові матчі з чемпіоном 1962 року, ігри пройшли у Києві, але перемогу святкували луганчани.
Але 1962 рік запам'ятався ще й товариськими зустрічами. Весною в Києві у контрольній зустрічі перед чемпіонатом світу 1962 року збірна СРСР зустрілася зі збірною командою України класу «Б», значну частину якої складали футболісти двох одеських клубів. Збірна України перемогла з нищівним рахунком 4:0, два голи на рахунку «моряка» Василя Москаленка. «Чорноморець» також переміг бразильський «Фламенго» — 4:2.
Та все ж чемпіонат 1963 року «Чорноморець» розпочав у класі «А». Це було пов'язано з черговою реорганізацією чемпіонату. Тепер клас «А» складався з двох груп: у першій виступало 20 команд і вони вели боротьбу за чемпіонство, а у другій було 18 команд, які боролись за підвищення у класі. Начальником та старшим тренером команди став Всеволод Бобров. «Чорноморець» посів шосте місце, а для підвищення потрібне було мінімум 2-ге.
Початок сезону 1964 року виявився невдалим для «Чорноморця», команда грала невдало та слабко, але зміна тренера спочатку на Станіслава Шмеліна, а потім призначення тренерами Юрія Войнова і Матвія Черкаського (Шмелін при цьому залишився тренером) виправили цю ситуацію. За результатами сезону «Чорноморець» посів 4-те місце у другій групі класу «А» і перейшов до першої групи; 2-ге місце при цьому посів одеський «СКА», що означало появу одеського дербі у найвищому дивізіоні чемпіонату СРСР.
1965 року команда виступала в першій групі класу «А». Перед початком чемпіонату команда підсилилась: з київського «Динамо» перейшов Валерій Лобановський, з московського «Спартака» — Коршунов, з кіровоградської «Зірки» — молодий Валерій Поркуян. Але через відсутність майстерності та грамотного керівництва не змогла реалізувати свій потенціал. У цей час у команді виникали постійні конфлікти між Войновим та молодим Валерієм Лобановським, що вказував на тренерські помилки та доводив хибність рішень. 1966 року Лобановський став капітаном, але наступного року його відрахували з команди. Перше коло чемпіонату 1965 року «Чорноморець» закінчив на останньому місці, але у підсумку посів 14-те місце серед 17 учасників. Те ж 14-те місце «моряки» посіли і в наступному чемпіонаті, але тепер у найвищому дивізіоні грало 19 команд. На 1966 рік припадає також найвище досягнення «чорноморців» у Кубку СРСР: дійшовши до півфіналу, команда поступилася московському «Торпедо» — 0:3.
Відверто невдалим був сезон 1967 року. Багато гравців залишили команду і вона посідала останні місця в лізі. Певний час «моряків» тренував Валентин Федоров. За вісім турів до кінця чемпіонату «Чорноморець» очолив заслужений тренер СРСР Микола Морозов, котрому вдалося втримати команду в першій групі класу «А», але далі тренувати її він відмовився.
З 1968 року головним тренером був Сергій Шапошніков, який став особливу увагу приділяти ігровій дисципліні та фізичній підготовці. Результат не забарився — восьме місце. 1969 року «Чорноморець» отримує непогане поповнення: Решко, Сапожніков, Прокопенко, і знову фінішує на восьмому місці.

### Гроза авторитетів (1970—1991)
Чемпіонат 1970 року закінчився провалом для «Чорноморця» — команда посіла 15-те місце з 17 команд вищої групи «А» і вилетіла до першої групи класу «А». Наступні три сезони «Чорноморець» намагався повернутись до вищої ліги (нова назва найвищого дивізіону СРСР). Перші дві спроби закінчуються за крок від бажаного результату — два третіх місця. Але чемпіонат 1973 року команда провела сильно і виграла його. Форвард «моряків» Анатолій Шепель став найкращим бомбардиром першої ліги й отримав запрошення київського «Динамо», у складі якого й розпочав наступний сезон. Велика заслуга у цій перемозі належить новому головному тренеру «Чорноморця», Ахмеду Алєскерову, який очолив одеситів протягом сезону.
1974 року клуб став бронзовим призером чемпіонату СРСР. «Чорноморець» добре стартував у чемпіонаті і зміг розвинути цей успіх, певний час знаходився навіть на другій позиції у турнірній таблиці. Успішна гра «моряків» базувалась на активних діях півзахисту та захисту, у нападі відчувалась втрата Шепеля, рівноцінної заміни якому так і не знайшли. Так захисник Віктор Зубков забив шість голів за чемпіонат, а півзахисник Володимир Макаров — тринадцять, що дозволило йому стати найкращим бомбардиром команди.
Але повторити успіх «Чорноморцю» не вдалося: у наступні роки команда фінішує у середині турнірної таблиці.
1975 року команда провела свій перший матч у єврокубках узагалі та в Кубку УЄФА зокрема. Цей домашній матч завершився перемогою 1:0 над римським «Лаціо». Автором першого єврокубкового голу став Анатолій Дорошенко. Однак матч-відповідь одесити програли з рахунком 0:3. Перший гол римляни забили з пенальті на останніх хвилинах матчу, інші два — в овертаймі, хет-триком відзначився Джорджо Кіналья.
У сезонах 1984 й 1991 років одесити посідали 4-те місце. 1986 року команда вилетіла з Вищої ліги, але наступного ж року туди повернулася.
Команда брала участь у Кубках УЄФА 1975/1976 та 1985/1986, де доходила до 1/16 фіналу.
1986 року «Чорноморець» на чолі з Віктором Прокопенком знову стартував з 1/32 Кубку УЄФА. Першим суперником став один із найкращих клубів Бундесліги — бременський «Вердер» на чолі з Отто Рехагелем. Незважаючи на прогнози, одесити вдома здобули перемогу 2:1. Вдома «Вердер» знов програвав 1:2, хоча згодом зміг відіграти два м'ячі й перемогти 3:2. Проте до наступного раунду пройшов «Чорноморець» через більшу кількість м'ячів, забитих на виїзді. Відзначають упереджене суддівство виїзного матчу, зокрема зарахування на користь «Вердера» голу, забитого з офсайду, вилучення гравця «Чорноморця» та подовження другого тайму на 4 хвилини.
Наступним суперником випав мадридський «Реал», чинний володар Кубка УЄФА. Одесити програли виїзний матч із рахунком 1:2. Проте змогли відзначитись неординарним голом. Одразу після заміни Олександр Багапов першим же доторком із центра поля відправив «парашут» за спину воротарю. За версією програми «Футбольний огляд» цей гол визнали спочатку найкращим голом жовтня, а потім — і року. Вдома матч закінчився нульовою нічиєю. «Реал», якому вдалося пройти до 1/8 фіналу, став тогорічним володарем Кубка.
1990 року «Чорноморець» вперше здобув Кубок Федерації футболу СРСР, перемігши у фіналі з рахунком 2:0 чинного володаря призу «Дніпро».
Восени 1990 року одесити знову грали в Кубку УЄФА. В 1/32 фіналу вони переграли «Русенборг» (3:1 вдома та 1:2 на виїзді), і в 1/16 отримали в суперники «Монако» на чолі з Арсеном Венгером. Єдиний гол, забитий у матчі в Монако Джорджем Веа, став на заваді подальшого просування чорноморців.

### Перші роки у чемпіонаті України (1992—1996)

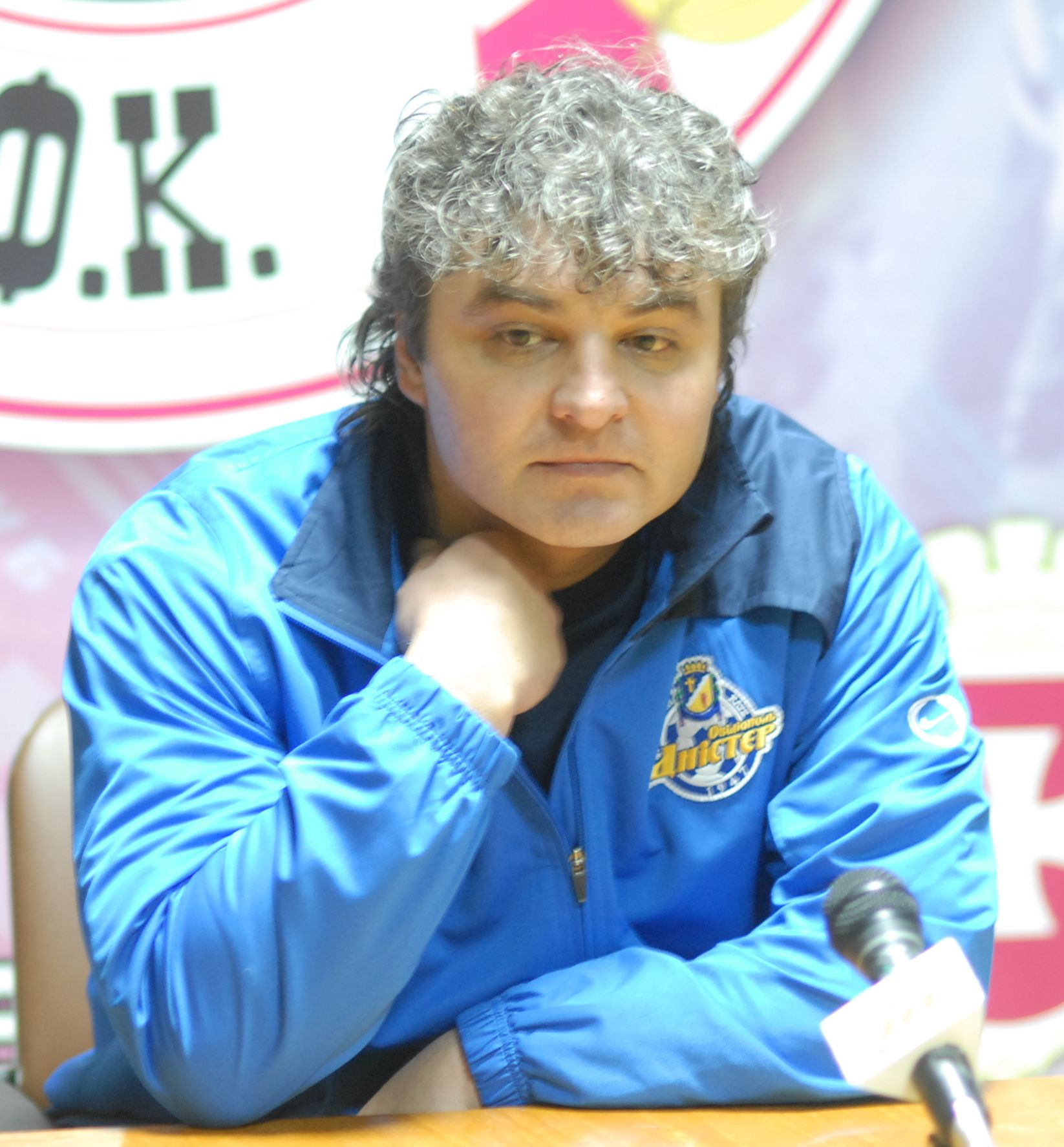
Тимерлан Гусейнов — найкращий бомбардир за усю історію клубу

У вищій лізі чемпіонату України «Чорноморець» посідав 3-тє місце в сезонах 1992/1993 та 1993/1994 під керівництвом Віктора Прокопенка і 2-ге місце в сезонах 1994/1995 і 1995/1996 під керівництвом Леоніда Буряка.
Клуб двічі завойовував Кубок України: найперший — 1992 року (перемігши харківський «Металіст»), наступний — у сезоні 1993/1994 (перегравши сімферопольську «Таврію» в серії післяматчевих пенальті).
Тоді в «Чорноморці» грали такі зірки як Ілля Цимбалар, Тимерлан Гусейнов та Ігор Жабченко.
Клуб брав участь у розіграші Кубку володарів кубків 1992/1993 та 1994/1995, де обидва рази вибував у 1/16 фіналу, та Кубках УЄФА 1995/1996 (дійшов до 1/16) і 1996/1997 (дійшов до 1/32).
У розіграші Кубку володарів кубків сезону 1992/1993 першим суперником став «Вадуц». У матчах проти нього «Чорноморець» здобув свої найбільші єврокубкові перемоги: 5:0 на виїзді та 7:1 вдома (Юрій Никифоров відзначився покером у цьому матчі). Далі одесити перемогли на виїзді «Олімпіакос» 1:0, але раптово програли вдома 0:3. Після такого результату домашнього матчу стало очевидно, що чутки про підкуп гравців керівництвом «Олімпіакосу» небезпідставні. Зокрема, про це заявляв і тренер Віктор Прокопенко.
Вже під керівництвом Леоніда Буряка «Чорноморець» двічі програв «Грасхопперу» в Кубку володарів кубків 1994/1995, але наступного сезону зміг реабілітуватися в Кубку УЄФА. Перший суперник — «Хіберніанс» — не створив перешкод і капітулював двічі 2:5 і 0:2. А от матчі з наступним суперником — «Відзевом» — закінчилися мінімальними перемогами господарів й усе вирішилося в післяматчевих пенальті, де переможний гол забив Юрій Букель. Після матчу він зізнався, що пенальті пробивав вперше. В 1/16 фіналу одесити програли «Лансу» виїзний матч 0:4. Наступного сезону першим суперником Чорноморця став фінський «ГІК», а наступним — румунський «Націонал», котрий виграв у Бухаресті 2:0 та пройшов далі в 1/16 фіналу змагань.

### Період застою (1996—2010)
З 1997 року команда почала швидко втрачати позиції. Часто змінюваввся головний тренер, не було другого складу. Вже 1998 року клуб вибув із вищої ліги, а його подальша доля видавалася дуже сумнівною. Того ж 1998 року він став муніципальним. Було створено ЗАТ ФК «Чорноморець». У сезоні 1998/1999 клуб повернувся до вищого дивізіону.
У сезоні 1999/2000 команда знов вилетіла до першої ліги і повернулася до вищої лише за сезон. Проте одразу посіла в чемпіонаті 2002/2003 восьму позицію і надалі під керівництвом Семена Альтмана виступала досить стабільно. А в сезоні 2005/2006 навіть стала бронзовим призером, що дало змогу взяти участь у Кубку УЄФА 2006/2007, де одесити дійшли до першого кола. Наступного сезону команда виступала в Кубку Інтертото 2007, звідки вибула в третьому раунді. Тут на заваді знову став «Ресінг» (Ланс).
З 2007 року по листопад 2008 року «Чорноморець» тренував його колишній гравець Віталій Шевченко.
Через погіршення результатів у листопаді 2008 року було призначено нового головного тренера — Віктора Гришка, що також у минулому захищав кольори клубу.

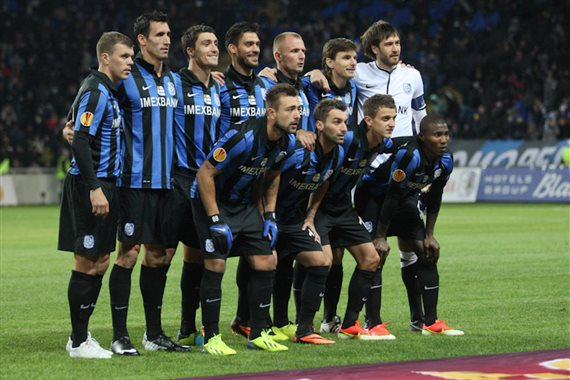
Команда перед домашньою грою Ліги Європи УЄФА з нідерландським ПСВ (03.10.2013). Зліва направо: Гай, Фонтанелло, Рієра, Сантана, Бергер, Ковальчук К., Безотосний, Антонов, Бакай, Бобко, Джа Джедже.

1 вересня 2009 року тренером клубу став Андрій Баль. Під його керівництвом клуб зіграв 24 матчі, здобувши чотири перемоги, 9 нічиїх і 11 поразок (різниця м'ячів 16-30) і за підсумками сезону 2009/2010 вилетів до першої ліги. 13 травня 2010 року, відразу після завершення провального сезону, відбулися збори акціонерів ЗАТ ФК «Чорноморець», на якому було ухвалено рішення не продовжувати контракт із головним тренером команди Андрієм Балем за обопільною згодою сторін. Новим головним тренером «Чорноморця» призначили Ігоря Наконечного.

### Нова історія (з 2010 року)
16 листопада 2010 року підписано контракт із новим тренером — Романом Григорчуком. За підсумками сезону 2010/2011 команда повернулася до Прем'єр-ліги, здобувши 18 перемог у 34 матчах.
Наступного сезону 2011/2012 років «моряки», вже у прем'єр-лізі, посіли дев'яте місце з 37 очками та 10 перемогами. У кубку ж «Чорноморець» дійшов до 1/4 фіналу. Але наступного сезону одесити піднялися у турнірній таблиці ще на три сходинки, а у кубку вийшли до фіналу після перемоги над дніпропетровським «Дніпром» 2:1, де поступилися чинному чемпіонові України — донецькому «Шахтарю» 0:3. Завершення чемпіонату на шостій сходинці та прохід до фіналу кубка України дало змогу команді позмагатися за Суперкубок України, де команда поступилася тому ж «Шахтареві» 1:3 та у наступному сезоні взяти участь у Лізі Європи.
Сезон 2013/2014 почався з декількох нічиїх — із новачком прем'єр ліги, ФК «Севастополь» та полтавською «Ворсклою» (1:1 у кожному матчі). У Лізі Європи команда стартувала у другому кваліфікаційному раунді та пройшла його, обігравши молдовську «Дачію» (3:2 за результатами двох матчів). Надалі знову зіграла з «Шахтарем», де моряки програли, але вже з кращим рахунком — 0:1. А у третьому кваліфікаційному раунді ЛЄ «моряки» зустрілися із сербською «Црвеною Звездою» й перемогли її з рахунком 3:1 за сумою двох матчів (п.м. 3:1, д.м. 0:0).
17 серпня 2016 року ФК «Чорноморець» (Одеса) отримав офіційне повідомлення про прийняття в число членів Асоціації європейських клубів (ЕСА). У жовтні 2016 року ФК «Чорноморець» підтримав ініціативу Спеціальної Олімпіади України. У кінці грудня 2017 року клуб поміняв організаційно-правову форму.
За підсумками сезону 2017/2018 ФК «Чорноморець» під керівництвом головного тренера Константіна Фролова, зайняв 11-е місце у вищому дивізіоні українського футболу, і в матчах плей-офф за право грати в УПЛ, після домашньої перемоги з рахунком 1:0, поступився 0:3 в додатковий час ФК «Полтава». У результаті ФК «Чорноморець» знизився в класі і команду покинули більшість гравців основного складу на чолі з головним тренером. Новим головним тренером ФК «Чорноморець» з 16 червня 2018 року став болгарський фахівець Ангел Червенков, також до тренерського штабу увійшли тренер Володимир Пятенко і тренер воротарів Володимир Тименко, в одеському клубі погасили заборгованості, зуміли стабілізувати фінансовий стан і запросили когорту молодих і амбітних футболістів. 3 липня 2018 року виконком ФФУ затвердив пропозицію української футбольної Прем'єр-ліги, що в наступному сезоні замість ФК «Полтава» який відмовився від участі в чемпіонаті, в УПЛ гратиме ФК «Чорноморець». Раніше за повернення ФК «Чорноморець» в еліту проголосували всі клуби УПЛ. У сезоні 2018/2019 «Чорноморець» знов зайняв 11-е місце, і брав участь у стикових матчах з «Колосом» з села Ковалівка, Київська область. Матч в Одесі закінчився з рахунком 0:0. А матч у Ковалівці «моряки» програли з рахунком 0:2 і вилетіли в Першу лігу.
За підсумками сезону 2020/2021 ФК «Чорноморець» повернувся до прем'єр-ліги. В першій половині сезону клуб посів передостаннє місце з 10 очками, однак вже в другій половині сезону клуб набрав 25 очки і вийшов в безпечну зону посівши 10 місце. 

## Досягнення

### СРСР
- Чемпіонат СРСР
  -  Бронзовий призер: 1974
- Кубок СРСР
  -  Півфіналіст: 1966
- Кубок Федерації футболу СРСР
  -  Володар: 1990
- Чемпіонат УРСР
  -  Чемпіон (2): 1941, 1961
  -  Віце-чемпіон (3): 1936 (весна), 1937 (весна), 1962
- Кубок УРСР
  -  Фіналіст: 1947
- Перша ліга
  -  Переможець (3): 1961, 1973, 1987
  -  Срібний призер: 1962
  -  Бронзовий призер (4): 1947, 1949, 1971, 1972
- Друга ліга
  -  Переможець: 1937
  -  Бронзовий призер: 1936 (весна)

### Україна
- Чемпіонат України
  -  Віце-чемпіон (2): 1994/1995, 1995/1996
  -  Бронзовий призер (3): 1992/1993, 1993/1994, 2005/2006
- Кубок України
  -  Володар (2): 1992, 1993/1994
  -  Фіналіст: 2012/2013
  -  Півфіналіст (5): 1994/1995, 2003/2004, 2007/2008, 2013/2014, 2023/2024
- Перша ліга
  -  Срібний призер (4): 1998/1999, 2001/2002, 2010/2011, 2020/2021

### Міжнародні турніри
- Кубок Інтертото
  -  Фіналіст: 2007

## Поточний склад
Станом на 11 серпня 2025  року відповідно до офіційної заявки на сайті ПФЛ
| №            | Футболіст           | Дата народження   | Країна   |
| Воротарі     | Воротарі            | Воротарі          | Воротарі |
| ------------ | ------------------- | ----------------- | -------- |
| 1            | Вадим Ющишин        | 23 листопада 1999 | Україна  |
| 12           | Чіджоке Аніагбосо   | 15 квітня 2004    | Нігерія  |
| 71           | Ян Вічний           | 27 лютого 1997    | Україна  |
| Захисники    |                     |                   |          |
| 3            | Віталій Єрмаков     | 7 червня 1992     | Україна  |
| 4            | Магомед Кратов      | 30 червня 2004    | Україна  |
| 13           | Олександр Осман     | 18 квітня 1996    | Україна  |
| 24           | Мозес Джарджу       | 5 жовтня 2003     | Гамбія   |
| 27           | Тимофій Сухар       | 4 лютого 1999     | Україна  |
| 30           | Юрій Романюк        | 6 травня 1997     | Україна  |
| 39           | Євгеній Скиба       | 25 березня 2003   | Україна  |
| 44           | Ярослав Ракіцький   | 3 серпня 1989     | Україна  |
| 95           | Максим Лопирьонок   | 13 квітня 1995    | Україна  |
| Півзахисники |                     |                   |          |
| 6            | Олександр Скляр     | 26 лютого 1991    | Україна  |
| 7            | Ростислав Русин     | 26 жовтня 1995    | Україна  |
| 8            | Мухаммед Хобе       | 26 травня 2004    | Гамбія   |
| 16           | Богдан Білошевський | 12 січня 2000     | Україна  |
| 17           | Іван Когут          | 31 серпня 1998    | Україна  |
| 18           | Гіоргі Робакідзе    | 30 червня 2005    | Грузія   |
| 19           | Микола Когут        | 31 серпня 1998    | Україна  |
| 22           | Євгеній Рязанцев    | 28 січня 2002     | Україна  |
| 28           | Артем Габелок       | 2 січня 1995      | Україна  |
| 32           | Артем Присяжнюк     | 17 липня 2005     | Україна  |
| 33           | Олександр Пшеничнюк | 1 травня 2006     | Україна  |
| 70           | Жоау Нету           | 4 лютого 2003     | Бразилія |
| 80           | → Райс              | 6 липня 2006      | Панама   |
| Нападники    |                     |                   |          |
| 9            | Олексій Хобленко    | 4 квітня 1994     | Україна  |
| 10           | Владислав Кулач     | 7 травня 1993     | Україна  |
| 11           | Кіріл Попов         | 1 травня 2003     | Україна  |

### Чорноморець-2
Станом на 11 серпня 2025  року відповідно до офіційної заявки на сайті ПФЛ
| №  | Поз. | Нац.    | Гравець             |
| -- | ---- | ------- | ------------------- |
| 45 | ВР   | Україна | Олександр Тарасенко |
| 46 | ВР   | Україна | Олександр Черкасов  |
| 75 | ВР   | Україна | Максим Набит        |
| 99 | ВР   | Україна | Данило Пірожок      |
| 14 | ЗХ   | Україна | Нікіта Ходак        |
| 35 | ЗХ   | Україна | Нікіта Сухомлин     |
| 40 | ЗХ   | Україна | Микита Черніков     |
| 41 | ЗХ   | Україна | Станіслав Ярмола    |
| 42 | ЗХ   | Україна | Святослав Козир     |
| 47 | ЗХ   | Україна | Максим Марков       |
| 49 | ЗХ   | Україна | Давид Лебеденко     |
| 20 | ПЗ   | Україна | Нікіта Степовий     |

| №  | Поз. | Нац.    | Гравець            |
| -- | ---- | ------- | ------------------ |
| 26 | ПЗ   | Україна | Єгор Онуфриєнко    |
| 29 | ПЗ   | Україна | Роман Пилипенко    |
| 34 | ПЗ   | Україна | Олексій Скараєв    |
| 37 | ПЗ   | Україна | Данило Фатьянов    |
| 38 | ПЗ   | Україна | Даніїл Чебоненко   |
| 43 | ПЗ   | Україна | Станіслав Вєнік    |
| 48 | ПЗ   | Україна | Владислав Мотичак  |
| 15 | НП   | Україна | Сергій Лущик       |
| 21 | НП   | Україна | Ілля Лебідь        |
| 25 | НП   | Україна | Станіслав Мирненко |
| 36 | НП   | Україна | Данило Тіщенко     |
| 55 | НП   | Україна | Тимерлан Григорчук |

## Рекордсмени клубу
У таблиці вказано тільки офіційні матчі. Позначка ↑ означає, що дані вказані біля неї, можливо, не вірні, через те що відсутня точна інформація по деяким турнірам.

### Гвардійці клубу
| №  | І'мя                 | Всього | Чемпіонат | Кубок | Єврокубки | Інше |
| -- | -------------------- | ------ | --------- | ----- | --------- | ---- |
| 1  | Володимир Плоскіна   | 473    | 419       | 41    | 6         | 7    |
| 2  | Василь Іщак          | 417    | 362       | 33    | 8         | 15   |
| 3  | В'ячеслав Лещук      | 349    | 313       | 34    | 2         | 0    |
| 4  | Володимир Нечаєв     | 285    | 253       | 30    | 2         | 0    |
| 5  | Віктор Зубков        | 283    | 258       | 23    | 1         | 1    |
| 6  | Віктор Гришко        | 275    | 239       | 17    | 8         | 11   |
| 7  | Володимир Дерябін    | 262↑   | 246↑      | 16↑   | 0         | 0    |
| 8  | Віталій Колесніченко | 252    | 223       | 23    | 6         | 0    |
| 9  | Василь Москаленко    | 249↑   | 233↑      | 15    | 0         | 1    |
| 10 | Тимерлан Гусейнов    | 240    | 204       | 25    | 11        | 0    |

### Бомбардири клубу
| №  | І'мя               | Всього     | Чемпіонат  | Кубок    | Єврокубки | Інше  |
| -- | ------------------ | ---------- | ---------- | -------- | --------- | ----- |
| 1  | Тимерлан Гусейнов  | 87 (240)   | 79 (204)   | 6 (25)   | 2 (11)    | 0     |
| 2  | Костянтин Фурс     | 83 (210↑)  | 82 (203↑)  | 1 (7↑)   | 0         | 0     |
| 3  | Анатолій Шепель    | 81 (163)   | 76 (150)   | 5 (13)   | 0         | 0     |
| 4  | Василь Москаленко  | 68 (249↑)  | 63 (233↑)  | 5 (15)   | 0         | 0 (1) |
| 5  | Леонід Орєхов      | 63↑ (128↑) | 53↑ (118↑) | 10↑ (10) | 0         | 0     |
| 6  | Анатолій Колдаков  | 62 (177↑)  | 59 (167↑)  | 3 (10↑)  | 0         | 0     |
| 7  | Володимир Плоскіна | 60 (473)   | 51 (419)   | 8 (41)   | 0 (6)     | 1 (7) |
| 8  | Олександр Косирін  | 59 (121)   | 52 (111)   | 7 (10)   | 0         | 0     |
| 9  | Анатолій Двоєнков  | 49 (80↑)   | 47 (75↑)   | 2 (5↑)   | 0         | 0     |
| 10 | Олександр Щербаков | 48 (209)   | 42 (186)   | 3 (10)   | 1 (4)     | 2 (9) |

## Відомі гравці
| Радянські футболісти - Ігор Бєланов - Леонід Буряк - Віктор Гришко - Олександр Дегтярьов - Володимир Дерябін - Іван Жекю - Юрій Заболотний - Василь Іщак - В'ячеслав Лещук - Валерій Лобановський - Василь Москаленко - Олексій Нефьодов - Володимир Нечаєв - Леонід Орєхов - Віктор Пасулько - Володимир Плоскіна - Стефан Решко - Юрій Роменський - Костянтин Фурс - Анатолій Шепель | Українські футболісти - Дмитро Безотосний - Юрій Букель - Іван Гецко - Віктор Гришко - Тимерлан Гусейнов - Сергій Гусєв - Віталій Колесніченко - Олександр Косирін - Юрій Никифоров - Віталій Руденко - Юрій Сак - Олег Суслов - Сергій Третяк - Олександр Щербаков - Ілля Цимбалар | Європейські футболісти - Маркус Бергер - Еліс Бакай - Володимир Коритько - Павло Кирильчик - Сіто Рієра - Владімірс Колесніченко - Валерій Катинсус - Юрій Мітєрєв | Американські футболісти - Лео Матос - Андерсон Сантана - Пабло Вітті - Себастіан Сетті - Пабло Фонтанелло Африканські футболісти - Адольф Тейку - Франк Джа Джедже |

## Головні тренери клубу
| - Герман Бланк (1936—1939) - Ілля Лапідус (1939) - Володимир Козирський (1940) - Юрій Ходотов (1941) - Акім Фомін (1945) - Констянтин Щегоцький (1946) - Петро Ананьєв (1947) - Акім Фомін (1947—1950) - Микола Хижников (1950) - Олексій Костилєв (1953—1954) - Акім Фомін (1955) - Гаїк Андріасян (1955—1956) - Петро Ступаков (1956—1958) - Борис Галинський (1958) | - Микола Голяков (1961—1962) - Анатолій Зубрицький (1959—1962) - Всеволод Бобров (1963) - Володимир Горохов (1964) - Юрій Войнов (1964—1967) - Валентин Федоров (1967) - Микола Морозов (1967) - Сергій Шапошников (1968—1970) - Віктор Жилін (1971) - Микола Морозов (1971) - Анатолій Зубрицький (1971—1973) - Ахмед Аласкаров (1973—1977) - Анатолій Зубрицький (1977—1979) | - Віктор Зубков (1979) - Микита Симонян (1980—1981) - Віктор Прокопенко (1982—1986) - Анатолій Полосін (1987—1988) - Юрій Заболотний (1988) - Віктор Прокопенко (1989—1994) - Леонід Буряк (1994—1997) - Володимир Козеренко (1997) - Леонід Буряк (1997—1998) - Володимир Козеренко (1998) - Олександр Голоколосов (1998—1999) - Валерій Мельник (1999) - Анатолій Азаренков (1999—2001) - Олександр Скрипник (2001—2002) | - Леонід Гайдаржи (2002—2003) - Семен Альтман (2003—2007) - Віктор Догадайло (2007) - Віталій Шевченко (2007—2008) - Віктор Гришко (2008—2009) - Ігор Наконечний (2009) - Андрій Баль (2009—2010) - Ігор Наконечний (2010) - Роман Григорчук (2010—2014) - Олександр Бабич (2014—2017) - Олександр Грановський (в.о.) (2017) - Олексій Чистяков (в.о.) (2017) - Олег Дулуб (2017) - Костянтин Фролов (2018) | - Ангел Червенков (2018—2019) - Віталій Старовік (в.о.) (2019) - Остап Маркевич (2019—2020) - Сергій Ковалець (2020—2021) - Олексій Антонов (2021) - Юрій Мороз (2021) - Роман Григорчук (2022—2024) - Олександр Бабич (2024—2025) - Олександр Кучер (2025—т. ч.) |

## Алея футбольної слави ФК «Чорноморець» (Одеса)
1 вересня 2012 р. біля центральної арки одеського стадіону «Чорноморець» була урочисто відкрита алея футбольної слави ФК «Чорноморець» (Одеса). Цього дня було закладено одинадцять іменних плит із пам'ятними зірками на честь тих, хто зробив великий внесок до успіхів команди «моряків» — Віктор Прокопенко, Тімерлан Гусейнов, Володимир Плоскіна, Ахмед Алескеров, Ігор Беланов, Василь Москаленко, Костянтин Фурс, Анатолій Зубрицький, Юрій Заболотний, Семен Альтман, Леонід Севастеєв. Ще одна плита присвячена «12-му гравцеві» — відданим вболівальникам одеського «Чорноморця» всіх часів.
Рівно через рік, 1 вересня 2013 р. були додані дві іменні плити на честь Віктора Грішко та Ігоря Соколовського. 19 лютого 2014 р. на алеї додалися ще дві плити на честь Валерія Поркуяна та Романа Григорчука. 13 вересня 2014 р. на алеї з'явилися чотири нові іменні плити на честь Іллі Цимбаларя, В'ячеслава Лещука, Матвія Черкаського і Василя Іщака. 13 вересня 2015 р. алея слави поповнилася двома новими іменними плитами на честь Леоніда Буряка та Володимира Нечаєва. 11 вересня 2016 р. на алеї з'явилися дві нові зірки на честь Володимира Соколова та Віталія Серафімова. У вересні 2017 року зірки на честь Віктора Зубкова та Олександра Ругі поповнили алею. Через рік (2018) на алеї з'явилася плита на честь Володимира Фінка. 17 вересня 2023 р. алея слави поповнилася двома новими іменними плитами на честь Олександра Дегтярьова та Олександра Поліщука.
| Дата встановлення плити/плит | На честь |
| ---------------------------- | --- |
| 01.09.2012                   | Віктор Прокопенко, Тимерлан Гусейнов, Володимир Плоскіна, Ахмед Алескеров, Ігор Бєланов, Василь Москаленко, Костянтин Фурс, Анатолій Зубрицький, Юрій Заболотний, Семен Альтман, Леонід Севастеєв, «12-й гравець» |
| 01.09.2013                   | Віктор Гришко, Ігор Соколовський |
| 19.02.2014                   | Валерій Поркуян, Роман Григорчук |
| 13.09.2014                   | Ілля Цимбалар, В'ячеслав Лещук, Матвій Черкаський, Василь Іщак |
| 13.09.2015                   | Леонід Буряк, Володимир Нечаєв |
| 11.09.2016                   | Володимир Соколов, Віталій Серафімов |
| 17.09.2017                   | Віктор Зубков, Олександр Руга |
| 16.09.2018                   | Володимир Фінк |
| 17.09.2023                   | Олександр Дегтярьов, Олександр Поліщук |

## Статистика

### Міжнародні змагання
Нижче в таблиці показано результати виступів «Чорноморця» в європейських клубних турнірах.
| Турнір                   | І  | В  | Н  | П  | МЗ | МП | РМ |
| ------------------------ | -- | -- | -- | -- | -- | -- | -- |
| Кубок УЄФА (Ліга Європи) | 40 | 13 | 11 | 16 | 37 | 42 | −5 |
| Кубок Кубків             | 6  | 4  | 0  | 2  | 14 | 7  | +7 |
| Кубок Інтертото          | 4  | 2  | 1  | 1  | 7  | 5  | +2 |
| Всього                   | 50 | 19 | 12 | 19 | 58 | 54 | +4 |

*КУЄФА — Кубок УЄФА, ЛЄ — Ліга Європи, КК — Кубок Кубків УЄФА, КІ — Кубок Інтертото, І — проведено ігор, В — виграші, Н — нічиї, П — програші, МЗ — м'ячів забито, МП — м'ячів пропущено

### Рейтинг
У травні 2014 року «Чорноморець» був найкращим українським клубом (57-ме місто) за версією рейтинга IFFHS. Після закінчення сезону 2015/2016 «Чорноморець» займав 106-тe місце в таблиці коефіцієнтів клубних команд УЄФА.

## Символіка клубу

### Герб клубу

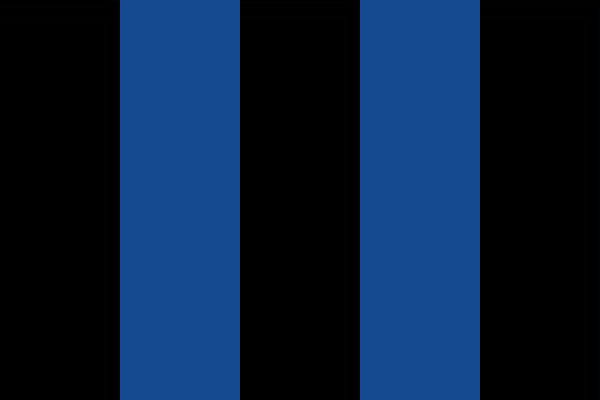
Прапор клубу

Герб клубу бере свій початок ще від Союзу трудових причорноморських міст, офіційними кольорами якого були синій, чорний і білий. Це пояснює схожість форм команд одеського «Чорноморця», севастопольського «Чорноморця», турецького «Чорне Море», російського «Чорноморця», а також болгарських футбольних клубів — «Чорноморця» та «Черно море».
Згідно з геральдичними канонами, елементи герба означають:
- Синій колір (блакить) — символізує великодушшя, чесність, вірність і бездоганність або просто небо.
- Чорний і білий кольори — означають дві стихії: землю та повітря.
- Чайка — означає гордість.

### Емблема клубу

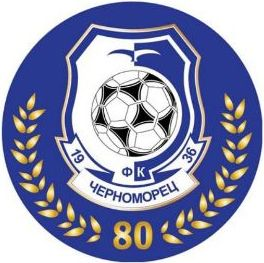
Ювілейна емблема команди (2016 р.)

Стара емблема
Стара емблема
Стара емблема
Стара емблема
1958—1990
Стара емблема
1991—1992
1993—2004
2005 — т. ч.

У 2016 році, у рік 80-ліття команди, ФК «Чорноморець» представив ювілейну емблему команди, яка 5 березня 2016 року вперше з'явилася на футболках гравців у матчі 17-го туру чемпіонату України 2015/2016, у якому «моряки» грали зі львівськими «Карпатами».

### Гімн клубу
Гімном клубу вважається пісня Валентина Куби, поета та виконавця в жанрі «блатняк». Гімн написано російською мовою. Також російською написана пісня клубу, авторства гурту «Нумер 482».
| Тексти мовою оригіналу | Тексти мовою оригіналу                    |
| Гімн клубу | Пісня клубу                               |
| --- | ----------------------------------------- |
| 1-й куплет Горячее сердце — как символ надежды, Ведет нас к победе всегда. Рокочут трибуны, команды на месте, Вот скоро начнется игра. Зеленое поле — родное до боли, Прожекторов мощных огни, Взорвутся трибуны, начало откроет, Свисток основного судьи. Приспів Черноморское солнце, черноморское небо, «Черноморец» — команда моя, Только сила и разум, только воля к победе, Только крепкое братство плеча. (двічі) 2-й куплет Над нами кружат белокрылые чайки, И Черное море у ног. Родная Одесса — как ты величава, Футбольных истоков урок. Мы чтим ветеранов и наши победы, Останутся в наших сердцах. И где б не стояла команда на рейде, Мы будем играть до конца. Приспів |                                           |
| Записи на сайті клубу |                                           |
| Гімн клубу у виконанні Валентина Куби | Пісня клубу у виконанні гурту «Нумер 482» |

Ще до офіційного створення клубу Едуард Багрицький написав «гімн чорноморців» (або «чорноморський гімн»), де були такі рядки:
|   | Походим мы на диких горцев, Наряд незатейлив и прост. Но важны для нас, черноморцев, Отвага, осанка и рост… |
| — | |

### Слоган клубу
5 лютого 2018 року ЗМІ повідомили, що одеська команда вибрала клубний слоган — «З „Чорноморцем“ б'ється серце Одеси!».

### Форма
| 1999—2000 · домашня | 2002—2003 · домашня | 2004—2005 · домашня | 2005—2007 · домашня | 2008—2009 · домашня | з літа 2010 · основна | з літа 2010 · резервна 1 | з літа 2010 · резервна 2 | 2013—2014 · резервна | з 25/02/2015 · домашня | з 25/02/2015 · виїзна |

| з 18/07/2015 · домашня | з 18/07/2015 · виїзна | з 05/03/2016 · домашня | з 05/03/2016 · виїзна | з 12/07/2017 · домашня | з 12/07/2017 · виїзна | з 18/10/2017 · виїзна | з 23/02/2019 · резервна | з 08/09/2020 · домашня | з 23/07/2021 · домашня | з 23/07/2021 · виїзна |

| з 30/07/2023 · виїзна |

## Інфраструктура

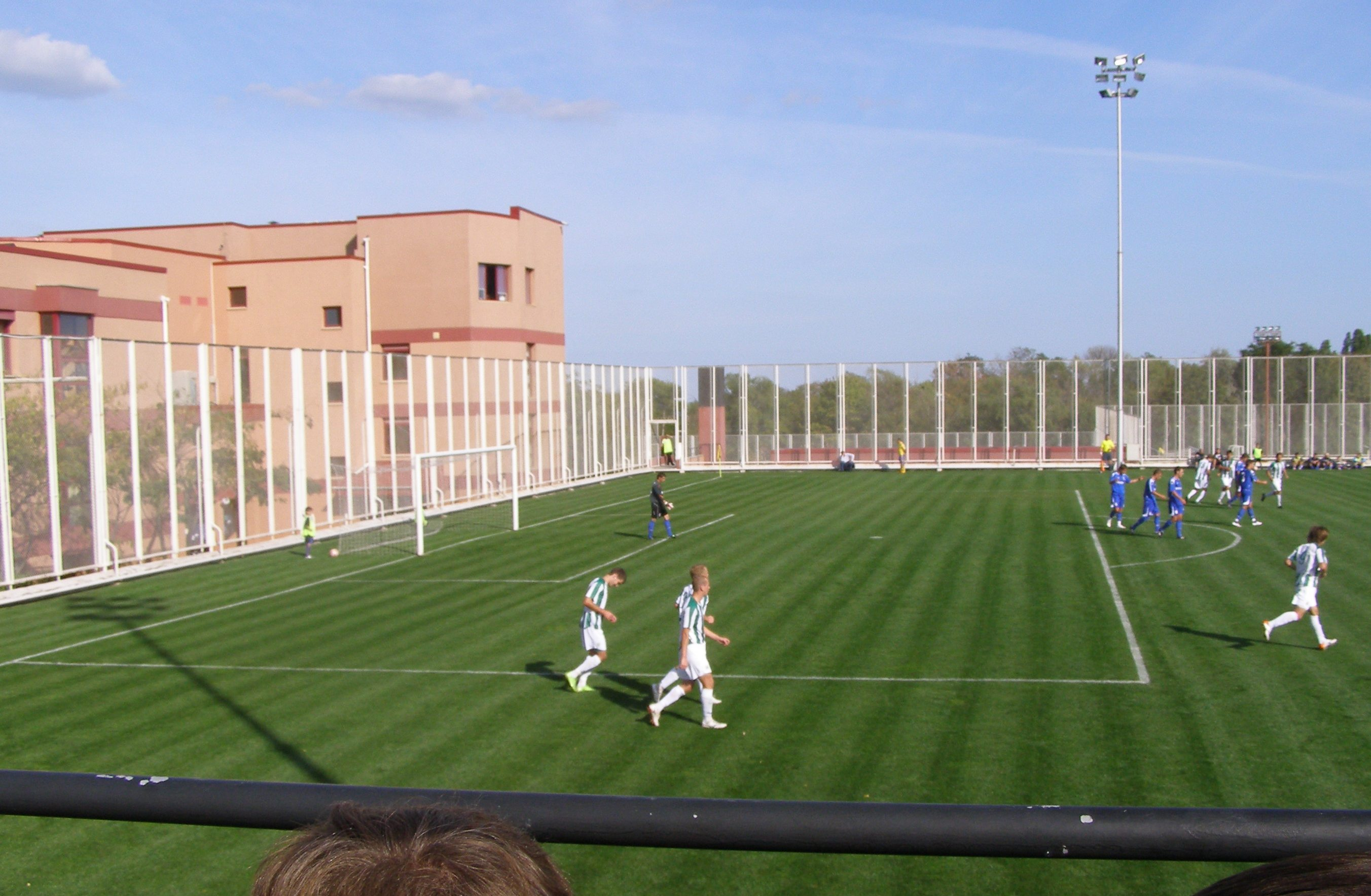
Спортивно-оздоровчий комплекс «Люстдорф».

### Стадіон
За своє існування команда приймала гостей на кількох стадіонах міста, але основний завжди знаходився в Парку Шевченка (раніше Олександрівський парк).
18 травня 1936 року в парку було відкрито стадіон, збудований за проектом архітектора Н. М. Каневського. Назва арени часто змінювалась:
- 1936—1937: Стадіон імені С. В. Косіора
- 1938—1944: Стадіон парку імені Т. Г. Шевченка
- 1945—1957: Центральний стадіон «Харчовик»
- 1958: Стадіон «Авангард»
- 1959—2003: Центральний стадіон ЧМП
- З грудня 2003: Центральний стадіон «Чорноморець»

З 3 вересня 2008 року на місці старого стадіону почалося будівництво нової футбольної арени, присвяченій чемпіонату Європи з футболу 2012. Але через фінансові проблеми будівництво стадіону було загальмовано ще на старті. У жовтні 2010 року на стадіоні у парку Шевченка почався активний процес будівництва. Оскільки під час будівництва нового стадіону команда не мала де грати, мер Одеси Едуард Гурвіц 5 лютого 2009 року підписав розпорядження про передачу клубові муніципального стадіону «Спартак». Перший матч на реконструйованому стадіоні відбувся 19 листопада 2011 року у рамках 17-го туру чемпіонату України 2011—2012 років між одеською командою та львівськими «Карпатами» (2:2). Відтоді на стадіону стабільно проводяться матчі чемпіонату, а також проводились матчі національної збірної.

### Тренувальні бази
Клуб має чотири тренувальні бази. Три з них знаходяться в межах Одеси: СОК «Люстдорф» — у районі Совіньйона (Чорноморка), друга — «Відрада» — поблизу однойменного пляжу, третя база розташована на вулиці Архітекторській, згодом тут планується створення футбольної академії ФК «Чорноморець». Також одна база знаходиться у місті Чорноморськ.

## Уболівальники
«Чорноморець» — 6-й найпопулярніший футбольний клуб в Україні; опитування Київського міжнародного інституту соціології, проведене 2011 року, показало, що «моряків» підтримують 2,6 % (9,9 % у південному регіоні України та 1,1 % у західному) футбольних уболівальників країни.

### Відвідування
Відвідуваність домашніх матчів «Чорноморця», середня кількість глядачів на іграх чемпіонату країни впродовж сезону
- чорний колір — перша ліга
- 1936—1991 — чемпіонати СРСР, з 1992 року — чемпіонати України

### Гросман
Найвідомішим уболівальником одеського «Чорноморця» за всю історію клубу був Ісаак Гросман — простий одесит, що прославився фанатизмом, неабиякою кмітливістю та почуттям гумору. Він мав власне пожиттєве місце на 38 трибуні, до війни супроводжував клуб на всіх виїзних матчах, а в повоєнний період не пропустив жодного матчу, крім одного. Під час відкриття стадіону 1936 року Гросмана забрали до НКВС і змусили дати розписку із зобов'язанням не йти на церемонію. Не можна було, аби він «відволікав» народ, що прийшов подивитися на тодішніх генсека КПУ Станіслава Косіора і генсека ЛКСМУ Сергія Андрєєва.
Гросман вирізнявся почуттям гумору та своєрідністю думки. Коли на зборах уболівальників їх просили не кричати на матчах, Гросман сказав: «Як я можу не кричати, коли ми ведемо 1:0, Котя вже забив гол і більше забивати не буде, а до кінця гри 80 хвилин? Звідки слово „вболівальник“? — йому болить, тому він і кричить».

### Ультрас

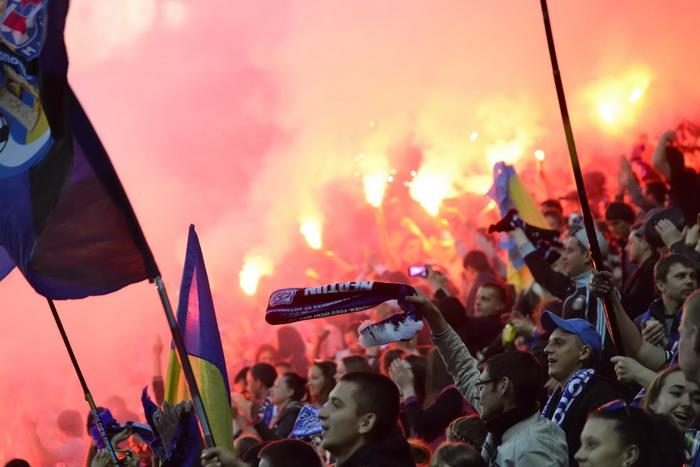
Трибуна ультрас

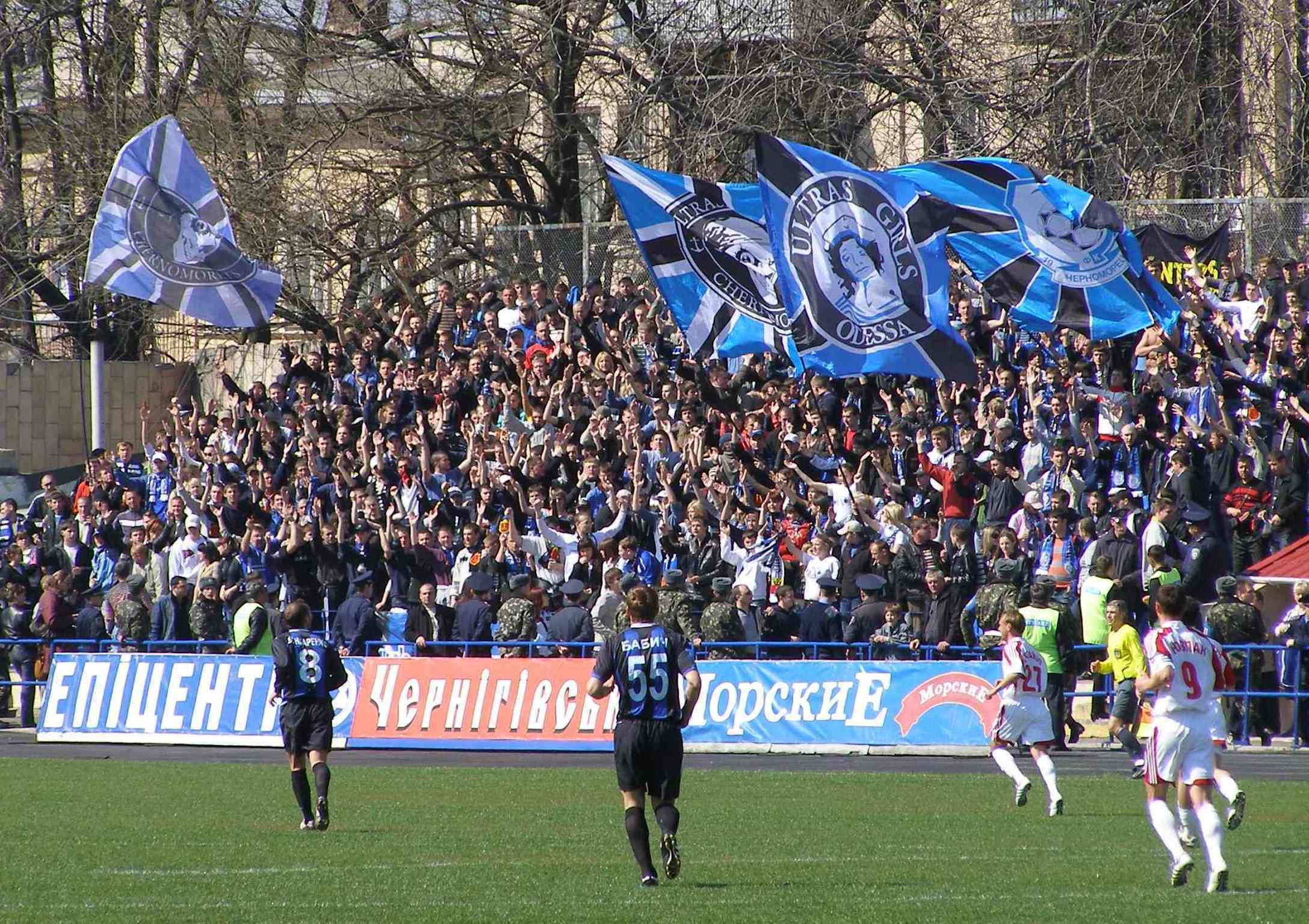
Фани на стадіоні «Спартак»

Фан-рух в Одесі зародився ще за часів Радянського Союзу. Ще відтоді фанати «Чорноморця» підтримували дружні стосунки з московським «Спартаком», через що принциповим стало протистояння з київським «Динамо», яке ворогувало з майже усіма російськими командами. Кількість фанатів у період найбільшого відвідування становила 1—1,5 тисячі осіб. Традиційно одеські фани товаришують із фанами «Ворскли», «Кривбасу», «Металіста», «Ниви» (Вінниця) та донецького «Шахтаря», а неприязно ставилися до вболівальників коаліції «Динамо» — «Дніпро» — «Карпати» (хоча з останніми до початку XXI століття мали дружні стосунки), а також до фанів «Оболоні», «Таврії», київського «Арсеналу», «Іллічівця» та «Волині». З лютого 2014 року діє всеукраїнське фанатське перемир'я.
Частина ультрас «Чорноморця» мала проросійські погляди, частина — українські націоналістичні погляди. У сутичках в Одесі 2 травня 2014 року одеські фанати разом із фанатами «Металіста» виступили за єдину Україну проти проросійських сепаратистів.

## Одеське дербі
Свого часу в Одесі, окрім «Чорноморця», була ще одна сильна команда — «СКА» («СКВО», «ОДО» «СКВО»). Матчі між ними були довгоочікуваними і навколо них був неабиякий ажіотаж. Аби купити квиток на таке дербі, потрібно було займати чергу з ночі.
Перша зустріч відбулася на стадіоні армійців у рамках першого кола чемпіонату 3 червня 1959 року. Чорноморці здобули мінімальну перемогу, єдиний гол забив Костянтин Фурс. У матчі другого кола, що проходив на стадіоні ЧМП, із таким самим результатом перемогла «СКВО».
Усього таких зустрічей на офіційному рівні в чемпіонатах СРСР було одинадцять. Загальний рахунок усіх зустрічей 12—5 на користь «Чорноморця». Найкращим бомбардиром став Василь Москаленко, він забив три м'ячі за «Чорноморець» і один за СКА.
Загалом матчі цього протистояння відвідало 560 000 вболівальників (у середньому 46 666 глядачів за матч). Дев'ять із одинадцяти «дербі» відбулися на полі стадіону ЧМП, трибуни якого заповнили загалом 540 000 глядачів (в середньому 49 090 за гру). Рекордним за відвідуваністю став матч «Чорноморця» і СКА, що відбувся 1966 року на стадіоні ЧМП у рамках 28-го чемпіонату СРСР (55 000 глядачів). Один матч армійці й моряки провели на полі стадіону СКВО (СКА), і ще один відбувся за межами Одеси в Гурзуфі на стадіоні «Артек».
Очевидці відзначають терпимість між вболівальниками, бійки траплялися дуже рідко.
1992 року СКА втратила позиції та згодом вибула навіть із першої ліги. Тоді ж з'явився новий клуб — СК «Одеса», що міг випробувати сили з моряками, але все-таки не дотягував до рівня вищої ліги. Коли його власник став президентом «Чорноморця», футболістів СК «Одеса» перевели до дубля моряків, а клуб закрили. Таким чином «Чорноморець» наразі єдина одеська команда у Прем'єр-лізі українського чемпіонату.

## Власники та фінанси
Президенти клубу:
- 1989—1991 — Юрій Заболотний
- 1992—1995 — В'ячеслав Лещук
- 1996—1997 — Григорій Бібергал
- 1997—1998 — Петро Найда
- З 1998 року — Леонід Клімов

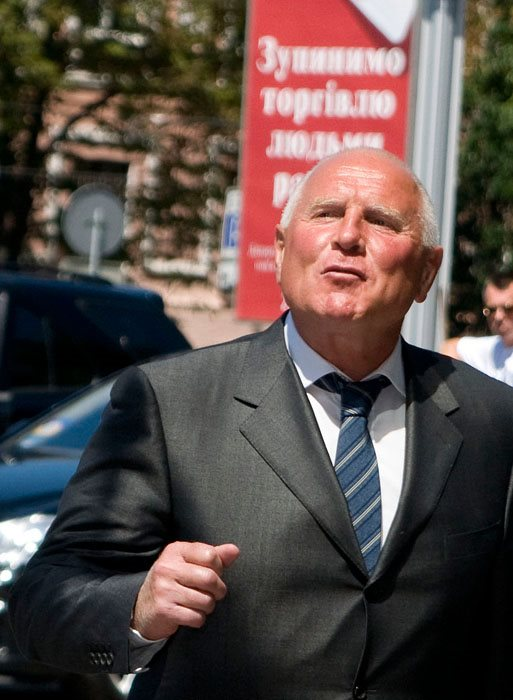
Леонід Клімов

1998 року, коли клуб був у занепаді, міська влада на чолі з Русланом Боделаном зробила його муніципальним. Президентом ЗАТ «Футбольний клуб „Чорноморець“» став голова фінансової групи «Примор'я» Леонід Клімов. Оскільки з 2002 року Клімов тричі обирався народним депутатом від Партії регіонів, очолювати клуб він офіційно не може, проте досі лишається на посаді почесного президента. Також він є президентом Одеського банківського союзу і почесним президентом АКБ «ІМЕКСБАНК».
Бюджет клубу станом на 2008 рік оцінювали у 8 мільйонів доларів США, станом на 2012 рік — 5 млн доларів США.

### Виробники форми та спонсори
| Період                  | Виробник форми | Титульний спонсор          |
| ----------------------- | -------------- | -------------------------- |
| 1970-ті — 1980-ті       | Adidas         | —                          |
| 1989                    | —              | Nisso Boeki                |
| 1990—1991               | —              | BLASCO — ЧМП               |
| 1992—1994               | Pony           | Pony-Galaxy                |
| 1994—1997               | Reusch         | Reusch                     |
| 1997—1999               | Puma           | Puma                       |
| 1999—2001               | Adidas         | —                          |
| 2001—2002               | Adidas         | ІМЕКСБАНК                  |
| 2002—2010               | Umbro          | ІМЕКСБАНК                  |
| 2010—2014               | Nike           | ІМЕКСБАНК                  |
| 2015                    | Nike           | Euphoria Trading FZE       |
| 18.07.2015—             | Nike           | Телевізійний канал «2+2»   |
| 2016 — 11.07.2017       | Legea          | Телевізійний канал «2+2»   |
| 12.07.2017 — 22.07.2021 | Legea          | «Гефест»                   |
| 23.07.2021 — 09.09.2022 | Kelme          | Parimatch                  |
| 10.09.2022 — 13.03.2023 | Kelme          | Parimatch, Allrise Capital |
| 14.03.2023 — т. ч.      | Kelme          | Allrise Capital            |

## Клуб i суспільне життя
У 2013 році на трамвайних лініях маршрутів № 5 і № 28 міста Одеси з'явився вагон прикрашений емблемою команди, а також гаслами «Разом переможемо!» і «Одне місто — одна команда». Проект був ініційований і реалізований міською адміністрацією.
3 серпня 2014 року команда у повному складі відвідала 411-й центральний військовий клінічний госпіталь Міністерства оборони України, де зустрілася з учасниками війни на сході України.
У рамках здійснення соціального проекту «Допоможемо переселенцям разом!», 27 лютого 2015 року перед матчем 15-го туру чемпіонату України сезону 2014/2015 між одеським «Чорноморцем» і маріупольським «Іллічівцем» футболістів при їх виході на полі супроводжували діти, які постраждали через війну на сході України. При цьому на кромці поля був розтягнутий банер, а диктор на стадіоні повідомляв про способи допомоги особам, що мають потребу.
У жовтні 2016 року ФК «Чорноморець» підтримав ініціативу Спеціальної Олімпіади України.
У листопаді 2017 року «моряки» підтримали акцію Всеукраїнського об'єднання учасників АТО «Українці — разом!». Також у листопаді 2017 року ФК «Чорноморець» підтримав акцію «Мій папа — герой». Перед грою 16-го туру чемпіонату України 2017/2018 серед команд прем'єр-ліги «Чорноморець» (Одеса) — «Олімпік» (Донецьк), разом із гравцями обох команд на поле вийшли діти військовослужбовців ЗСУ з Одеси і Одеської області, які захищають незалежність і цілісність держави на сході України.
На початку грудня 2017 року ФК «Чорноморець» разом з іншими командами УПЛ підтримав акцію на підтримку воїнів ЗСУ, приурочену до Дня збройних сил України, який щорічно святкується 6 грудня.
У березні 2018 року ФК «Чорноморець» приєднався до загальноєвропейського акту солідарності — тижня дій CAFE 2018 року, який присвячен поліпшенню доступності футболу для людей з інвалідністю.
У жовтні 2019 року стало відомо що ФК «Чорноморець» підтримав акцію FARE.
Після початку російського вторгнення в Україну (2022) ФК «Чорноморець» підтримав ЗСУ, і 16 квітня 2022 року отримав подяку від військово-медичного клінічного центру Південного регіону України. 29 серпня 2022 року благодійний фонд Сергія Притули, одеський ФК «Чорноморець» і керівництво одеського стадіону «Чорноморець» підписали меморандум про співпрацю.

## Виноски
1. ↑  У 1992–2008 роках — вища ліга; з 2008 року й дотепер — Прем'єр-ліга
2. 1 2  Під час виступів у клубі гравець мав тільки українське громадянство.